# صندوق سهام اختصاصی
صندوق سهام اختصاصی (به انگلیسی: private equity fund) گونه‌ای از طرح‌های سرمایه‌گذاری جمعی می‌باشند، که بر مبادلات سهام اختصاصی متمرکز می‌باشند. این صندوق‌ها از منظر ساختار، شرکت‌های مشارکتی محدود هستند، که مسئولیت سرمایه‌گذاران در این صندوق‌ها، به اندازه مبلغ سرمایه‌گذاری شده و مسئولیت مدیر صندوق در مقابل بدهی‌های شرکت، نامحدود است و معمولأ هر ۳ تا ۵ سال، اقدام به سرمایه‌گذاری مجدد در شرکت و صندوق‌ها می‌نمایند.
صندوق‌های سهام اختصاصی با خرید سهام شرکت‌های دارای فناوری جدید، یا مدل کسب‌وکار نو، در صنایعی از قبیل بیوتکنولوژی و فناوری اطلاعات و نرم‌افزار، تأمین مالی انجام می‌دهند. سرمایه‌گذاری این صندوق‌ها در شرکت‌های مذکور، معمولاً بعد از تأمین مالی اولیه، توسط مؤسسان یا اقوام و دوستان مؤسسان انجام می‌شود.